# IC 2982
IC 2982 (auch NGC 4004B) ist eine elliptische Zwerggalaxie vom Hubble-Typ E/S0 mit aktivem Galaxienkern im Sternbild Löwe an der Ekliptik. Sie ist schätzungsweise 148 Millionen Lichtjahre von der Milchstraße entfernt und hat einen Durchmesser von etwa 20.000 Lichtjahren. Gemeinsam mit NGC 4004 bildet sie das gravitativ gebundene Galaxienpaar Holm 312.
Im selben Himmelsareal befinden sich u. a. die Galaxien NGC 3988, NGC 4008, NGC 4016, NGC 4017.
Das Objekt wurde am 28. April 1894 von Guillaume Bigourdan entdeckt.